# Syllegomydas palestinensis
Syllegomydas palestinensis är en tvåvingeart som beskrevs av Joseph Charles Bequaert 1961. Syllegomydas palestinensis ingår i släktet Syllegomydas och familjen Mydidae.
Artens utbredningsområde är Israel. Inga underarter finns listade i Catalogue of Life.